# كعكة الشيطان
كعكة الشيطان (بالإنجليزية: Devil's food cake)‏ و هي كعكة غنية بالشوكولاتة، تعتبر منافسة لكعكة الملاك، بسبب تخالف مكوناتها المستعملة في تحضيرها يصعب التفريق بينها وبين كعكة الشكولاتة العادية، نظرا لتكونها من نسبة كبيرة من الشكولاتة مقارنة بكعكات أخرى فإن لونها يكون سوداويا.عادة ما تكون مغطاتا بتغطية سكرية.